# Хагеу (Муреш)
Хагеу (рум. Hagău) — село у повіті Муреш в Румунії. Входить до складу комуни Ричу.
Село розташоване на відстані 286 км на північний захід від Бухареста, 23 км на північний захід від Тиргу-Муреша, 59 км на схід від Клуж-Напоки.

## Населення
За даними перепису населення 2002 року у селі проживали 52 особи, усі — румуни. Усі жителі села рідною мовою назвали румунську.